# Max Stahlschmidt

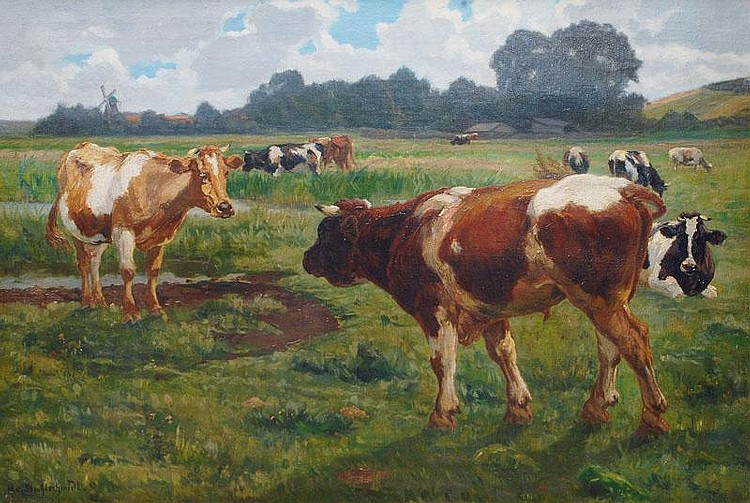
Kühe auf der Weide

Max Ferdinand Alfred Stahlschmidt (* 22. Juli 1854 in Berlin; † 1918 in Weimar) war ein deutscher Landschafts- und Tiermaler sowie Radierer.
Stahlschmidt studierte seit 1885 an der Königlichen Akademie der Künste in Berlin bei Paul Friedrich Meyerheim und Eugen Bracht, danach an der Großherzoglich-Sächsischen Kunstschule Weimar bei Albert Brendel und Max Thedy. Um 1914 errichtete er in Berlin-Charlottenburg, Guerickestr. 2a ein Künstleratelier, danach war er in Weimar als freischaffender Künstler tätig und wurde Mitglied des Weimarer Radiervereins. Er stellte seine Werke u. a. im Münchner Glaspalast aus.
Das Todesjahr und -ort Stahlschmidts bleiben völlig unklar. Die meisten Quellen geben 1918 und Weimar an, nach anderen Quellen betrieb Stahlschmidt noch 1927 sein Berliner Atelier. Es gibt auch einige nach 1918 datierte Bilder.